# Premiul Emmy pentru cel mai bun actor în rol secundar într-un serial de comedie
Premiul Emmy pentru cel mai bun actor în rol secundar într-un serial de comedie (Primetime Emmy Award for Outstanding Supporting Actor in a Comedy Series) este acordat din 1954 de Academy of Television Arts & Sciences.

## Lista câștigătorilor

### Anii 1950
- 1954 : Art Carney pentru rolul din The Jackie Gleason Show
- 1955 : Art Carney pentru rolul din The Jackie Gleason Show
- 1956 : Art Carney pentru rolul din The Honeymooners
- 1957 : Carl Reiner pentru rolul din Caesar's Hour
- 1958 : Carl Reiner pentru rolul din Caesar's Hour
- 1959 : Tom Poston pentru rolul din The Steve Allen Show

### Anii 1960
- 1960 : nu s-a acordat
- 1961 : Don Knotts pentru rolul din The Andy Griffith Show
- 1962 : Don Knotts pentru rolul din The Andy Griffith Show
- 1963 : Don Knotts pentru rolul din The Andy Griffith Show
- 1964 : nu s-a acordat
- 1965 : nu s-a acordat
- 1966 : Don Knotts pentru rolul din The Andy Griffith Show
- 1967 : Don Knotts pentru rolul din The Andy Griffith Show
- 1968 : Werner Klemperer pentru rolul din Hogan's Heroes
- 1969 : Werner Klemperer pentru rolul din Hogan's Heroes

### Anii 1970
- 1970 : Michael Constantine pentru rolul din Room 222
- 1971 : Ed Asner pentru rolul din The Mary Tyler Moore Show
- 1972 : Ed Asner pentru rolul din The Mary Tyler Moore Show
- 1973 : Ted Knight pentru rolul din The Mary Tyler Moore Show
- 1974 : Rob Reiner pentru rolul din All in the Family
- 1975 : Ed Asner pentru rolul din The Mary Tyler Moore Show
- 1976 : Ted Knight pentru rolul din The Mary Tyler Moore Show
- 1977 : Gary Burghoff pentru rolul din M*A*S*H
- 1978 : Rob Reiner pentru rolul din All in the Family
- 1979 : Robert Guillaume pentru rolul din Soap

### Anii 1980
- 1980 : Harry Morgan pentru rolul Colonel Sherman Potter din M*A*S*H
- 1981 : Danny DeVito pentru rolul Louie DePalma din Taxi
- 1982 : Christopher Lloyd pentru rolul Jim Ignatowski din Taxi
- 1983 : Christopher Lloyd pentru rolul Jim Ignatowski din Taxi
- 1984 : Pat Harrington Jr. pentru rolul Dwayne Schneider din One Day at a Time
- 1985 : John Larroquette pentru rolul Dan Fielding din Night Court
- 1986 : John Larroquette pentru rolul Dan Fielding din Night Court
- 1987 : John Larroquette pentru rolul Dan Fielding din Night Court
- 1988 : John Larroquette pentru rolul Dan Fielding din Night Court
- 1989 : Woody Harrelson pentru rolul Woody Boyd din Cheers

### Anii 1990
- 1990 : Alex Rocco pentru rolul Al Floss din The Famous Teddy Z
- 1991 : Jonathan Winters pentru rolul Gunny Davis din Davis Rules
- 1992 : Michael Jeter pentru rolul Herman Stiles din Evening Shade
- 1993 : Michael Richards pentru rolul Cosmo Kramer din Seinfeld
- 1994 : Michael Richards pentru rolul Cosmo Kramer din Seinfeld
- 1995 : David Hyde Pierce pentru rolul Dr Niles Crane din Frasier
- 1996 : Rip Torn pentru rolul Arthur din The Larry Sanders Show
- 1997 : Michael Richards pentru rolul Cosmo Kramer din Seinfeld
- 1998 : David Hyde Pierce pentru rolul Dr Niles Crane din Frasier
- 1999 : David Hyde Pierce pentru rolul Dr Niles Crane din Frasier

### Anii 2000
- 2000 : Sean Hayes pentru rolul Jack McFarland din Will & Grace
- 2001 : Peter MacNicol pentru rolul John Cage din Ally McBeal
- 2002 : Brad Garrett pentru rolul Robert Barone din Everybody Loves Raymond
- 2003 : Brad Garrett pentru rolul Robert Barone din Everybody Loves Raymond
- 2004 : David Hyde Pierce pentru rolul Dr Niles Crane din Frasier
- 2005 : Brad Garrett pentru rolul Robert Barone din Everybody Loves Raymond
- 2006 : Jeremy Piven pentru rolul Ari A. Gold din Entourage
- 2007 : Jeremy Piven pentru rolul Ari A. Gold din Entourage
- 2008 : Jeremy Piven pentru rolul Ari A. Gold din Entourage
- 2009 : Jon Cryer pentru rolul Alan Harper din Two and a Half Men

### Anii 2010
- 2010 : Eric Stonestreet pentru rolul Cameron Tucker din Modern Family
- 2011 : Ty Burrell pentru rolul Phil Dumphy din Modern Family
- 2012 : Eric Stonestreet pentru rolul Cameron Tucker din Modern Family
- 2013 : Tony Hale pentru rolul Gary Walsh din Veep
- 2014 : Ty Burrell pentru rolul Phil Dumphy din Modern Family
- 2015 : Tony Hale pentru rolul Gary Walsh din Veep
- 2016 : Louie Anderson pentru rolul Christine Baskets din Baskets
- 2017 : Alec Baldwin pentru rolul Donald Trump din Saturday Night Live
- 2018 : Henry Winkler pentru rolul Gene Cousineau din Barry
- 2019 : Tony Shalhoub pentru rolul Abe Weissman din The Marvelous Mrs. Maisel

### Anii 2020
- 2020 : Dan Levy pentru rolul David Rose din Schitt's Creek[1]
- 2021 : Brett Goldstein pentru rolul Roy Kent din Ted Lasso[2]
- 2022 : Brett Goldstein pentru rolul Roy Kent din Ted Lasso[3]
- 2023 : Ebon Moss-Bachrach pentru rolul Richard „Richie” Jerimovich din Ursul
- 2024 : Ebon Moss-Bachrach pentru rolul Richard „Richie” Jerimovich din Ursul[4]